# Pont-du-Navoy
Pont-du-Navoy ist eine französische Gemeinde im Département Jura in der Region Bourgogne-Franche-Comté.

## Geographie
Pont-du-Navoy liegt auf 480 m, etwa 18 Kilometer ostnordöstlich der Stadt Lons-le-Saunier (Luftlinie). Das Haufendorf erstreckt sich im Jura, in der Senke der Combe d’Ain, an einem Brückenübergang über den Ain zwischen dem Kamm der Heute im Westen und dem Hochplateau von Champagnole im Osten.
Die Fläche des 9,46 km² großen Gemeindegebiets umfasst einen Abschnitt des französischen Juras. Der zentrale Teil des Gebietes wird von der breiten Senke des Ain eingenommen, die durchschnittlich auf 480 m liegt. Der Fluss tritt in diesem Bereich aus einem in die umgebenden Plateaus eingesenkten Tal aus Osten in die Combe d’Ain ein und ändert seine Fließrichtung in dieser breiten Talniederung nach Süden. Mit einem schmalen Zipfel reicht der Gemeindeboden ostwärts auf das Plateau am Fuß des Bois des Chaumois. Von der Combe d’Ain erstreckt sich das Gemeindeareal westwärts über einen dicht bewaldeten Hang bis auf die Krete der Heute, welche die westliche Grenze markiert. Hier wird mit 741 m die höchste Erhebung von Pont-du-Navoy erreicht.
Zu Pont-du-Navoy gehören die Siedlung Les Forges (475 m) im Tal des Ain und einige Einzelhöfe. Nachbargemeinden von Pont-du-Navoy sind Crotenay im Norden, Champagnole und Monnet-la-Ville im Osten, Montigny-sur-l’Ain und Hauteroche mit Mirebel im Süden sowie Bonnefontaine im Westen.

## Geschichte
Spuren eines römischen Verkehrsweges weisen auf eine sehr frühe Begehung und eventuell Besiedlung des Gemeindegebietes von Pont-du-Navoy hin. Erstmals urkundlich erwähnt wird der Ort im 13. Jahrhundert. Seit dem Mittelalter bildete Pont-du-Navoy ein wichtiger Übergang am Ain. Zusammen mit der Franche-Comté gelangte das Dorf mit dem Frieden von Nimwegen 1678 an Frankreich. 

## Sehenswürdigkeiten
Über den Ain führt eine Steinbrücke, die im 18. Jahrhundert errichtet wurde.

## Bevölkerung
| Jahr                       | 1962 | 1968 | 1975 | 1982 | 1990 | 1999 | 2007 | 2019 |
| -------------------------- | ---- | ---- | ---- | ---- | ---- | ---- | ---- | ---- |
| Einwohner                  | 223  | 243  | 274  | 245  | 230  | 226  | 244  | 274  |
| Quellen: Cassini und INSEE |      |      |      |      |      |      |      |      |

Mit 275 Einwohnern (Stand 1. Januar 2022) gehört Pont-du-Navoy zu den kleinen Gemeinden des Départements Jura. Nachdem die Einwohnerzahl in der ersten Hälfte des 20. Jahrhunderts abgenommen hatte (1876 wurden noch 527 Personen gezählt), wurden seit Beginn der 1980er Jahre nur noch geringe Schwankungen verzeichnet.

## Wirtschaft und Infrastruktur
Pont-du-Navoy war bis weit ins 20. Jahrhundert hinein ein vorwiegend durch die Landwirtschaft und die Forstwirtschaft geprägtes Dorf. Im 17. Jahrhundert entstanden südlich des Dorfes mehrere Schmieden, welche durch die Wasserkraft des Ain betrieben wurden. Für diese Betriebe wurde eigens ein Seitenkanal zum Ain gebaut. Heute gibt es einige Betriebe des lokalen Kleingewerbes, unter anderem eine Käserei. Viele Erwerbstätige sind auch Wegpendler, die in den größeren Ortschaften der Umgebung ihrer Arbeit nachgehen.
Die Ortschaft ist verkehrstechnisch recht gut erschlossen. Sie liegt an der Hauptstraße D471, die von Lons-le-Saunier nach Champagnole führt. Weitere Straßenverbindungen bestehen mit Doucier, Monnet-la-Ville und Picarreau.